# Réserve de biosphère Selva el Ocote
Selva El Ocote est une aire protégée située au Mexique. Elle abrite le deuxième plus grand massif forestier du Mexique et elle  comporte un grand nombre de grottes. Elle fait partie du réseau des réserves de biosphère depuis 2006, et a rejoint la liste verte de l'UICN en 2022.

## Histoire
La création de la première aire protégée dans la zone remonte à la déclaration de 10 000 ha comme "Aire naturelle et typique", le 24 mai 1972, par le gouvernement du Chiapas. 
Ensuite, 48 000 ha sont déclarés "zone de protection forestière et faunistique", au niveau fédéral, le 20 octobre 1982, puis réserve de biosphère (désignation nationale pas RB de l'UNESCO) en 2000,.
Le site est reconnu comme réserve de biosphère, par le programme sur l'homme et la biosphère en 2006.

## Géographie

### Localisation
La réserve de biosphère Selva el Ocote est située dans le nord-ouest de l’État du Chiapas, à une distance de 60 km de Tuxtla Gutiérrez. Elle s'étend sur une partie des communes de Ocozocoautla de Espinoza, Cintalapa de Figueroa, Tecpatán de Mezcalapa et Jiquipilas.

### Zonage
La réserve de biosphère comprend deux zones centrales : "Selva el Ocote" de 30 648 ha et "Los Ojos del Tigre" de 9 783 ha, ainsi qu'une zone tampon de 60 856 ha. La zone tampon est couverte à 55% de forêts.

### Géologie
Le massif d'El Ocote est karstique, constitué de roche calcaire. Il est creusé par un vaste réseau de plus de 400 grottes, qui s'étendent sur un total de 13 km de galeries.

### Topographie
L'altitude est comprise entre 800 et 1 500 m.

### Hydrographie
La réserve de biosphère est traversée par la rivière La Venta. La Venta serpente dans un profond canyon et passe au milieu de la plus haute arche naturelle du monde : Arco del Tiempo (es).

## Biodiversité
Selva el Ocote compte une des plus grandes superficies de forêt d'un seul tenant du Mexique, celle-ci est caractéristique de la forêt tropicale humide et s'étage entre forêt de montagne et de moyenne altitude.

### Flore
720 espèces de plantes ont été répertoriées dans la réserve.

### Faune

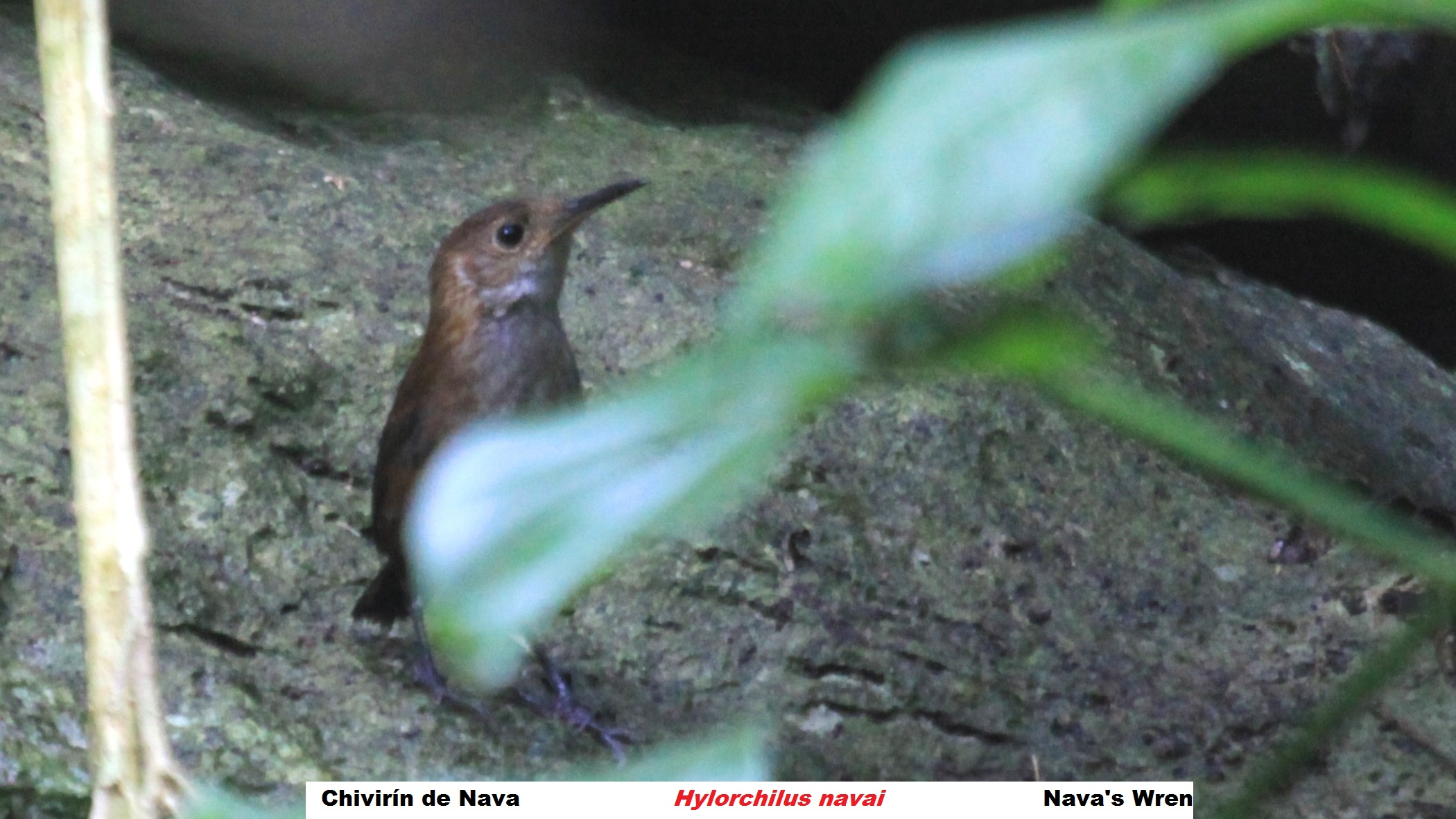
Hylorchilus navai

On compte à Selva el Ocote 395 espèces d'oiseaux dont 16 de rapaces diurnes, 107 de mammifères, 58 de reptiles et 24 d'amphibiens.
Chez les insectes, 37 espèces de scarabées copro-nécrophages, répartis en douze genres, ont été inventoriées dans la réserve, soit 31% des espèces qu'il est possible de trouver dans le Chiapas. Sept espèces de Mantes, appartenant à 5 genres y ont été recensées sur un total de 17 connues pour le Chiapas.

## Aspects humains

### Population et activités
La population locale appartient aux ethnies Zoque et Tsotsiles.

### Patrimoine culturel
La réserve de biosphère de Selva El Ocote abrite un riche patrimoine archéologique.